# Carlo Crivelli (cardinal)
Pour les articles homonymes, voir Carlo Crivelli.
Carlo Crivelli (né le 20 mai 1736 à Milan, alors capitale du duché de Milan et mort dans la même ville le 19 janvier 1818) est un cardinal italien du XIXe siècle. 
Il est un neveu du cardinal Ignazio Michele Crivelli.

## Biographie
Carlo Crivelli est nommé archevêque titulaire de Patras en 1775 et est envoyé comme nonce apostolique dans le Grand-duché de Toscane. Il est préfet des archives du Vatican (1785) et gouverneur de Rome (1794). 
Le pape Pie VII le crée cardinal in pectore lors du consistoire du 23 février 1801. Sa création est publiée le 29 mars 1802. Il est forcé de quitter Rome en 1808 et se réfugie à Milan.

## Succession apostolique
Carlo Crivelli a ordonné les évêques suivants :
- Cardinal Giovanni Castiglione (1808)